# Шапран Надія Сергіївна
Надія Сергіївна Шапра́н (20 листопада 1924, Дзвінкове — 15 серпня 1978, Київ) — українська майстриня декоративно-ужиткового мистецтва (художнє ткацтво); член Спілки радянських художників України.

## Біографія
Народилася 20 листопада 1924 року в селі Дзвінковому (нині Фастівський район Київської області, Україна). 1949 року закінчила Київське училище прикладного мистецтва, де навчалася у Сергія Колоса, М. Хургіна.
Мешкала в Києві у будинку на вулиці Фрунзе, № 60, квартира № 15. Померла у Києві 15 серпня 1978 року.

## Творчість
Серед робіт:
- гобелени «Партизани» (1948), «Т. Д. Лисенко» (1949);
- панно «Тарас Шевченко та його творчість» (1964);
- малюнки до килимів, скатерок, доріжок, суконь, декоративних подушок, хусток.

Брала участь у республіканських виставках з 1951 року, всесоюзних — з 1964 року, зарубіжних — з 1963 року.